# Slumbung (Ngadiluwih)
Slumbung is een bestuurslaag in het regentschap Kediri van de provincie Oost-Java, Indonesië. Slumbung telt 2447 inwoners (volkstelling 2010).